# Estación de Coppet
La estación de Coppet es una estación ferroviaria ubicada en la comuna de  Coppet, en el cantón de Vaud, Suiza.
A la estación se accede desde la Place de la gare, situada en el oeste del núcleo urbano de Coppet, a una distancia de unos 500 metros del mismo. En términos ferroviarios, la estación se ubica en la línea Ginebra - Lausana, que por esta zona cuenta con tres vías debido a la intensidad del tráfico ferroviario. Tiene dos andenes, uno central y otro lateral, a los que acceden las tres vías que pasan por la estación, además de contar con un par de vías muertas para el apartado o estacionamiento de material.
Las dependencias ferroviarias colaterales del apeadero son el apeadero de Tannay en dirección Ginebra y la estación de Nyon hacia Lausana.

## Servicios Ferroviarios
En la estación tienen parada dos tipos de servicios:
- R Lancy-Pont-Rouge - Ginebra-Cornavin - Versoix - Coppet. Este servicio de trenes Regio cumple las funciones de un tren de cercanías, conectando a Coppet con Ginebra. Tiene una frecuencia de 30 minutos los días laborables, que asciende a una hora los fines de semana y festivos, con un amplio horario que comienza a las 5 de la mañana y finaliza pasada la medianoche.[1]
- RE Ginebra-Aeropuerto - Ginebra-Cornavin - Lausana - Vevey. Frecuencias cada hora.